# 吕陶 (石勒苏益格-荷尔斯泰因州)
吕陶（德語：Lütau）是德国石勒苏益格-荷尔斯泰因州的一个市镇。总面积11.24平方公里，总人口704人，其中男性359人，女性345人（2011年12月31日），人口密度63人/平方公里。